# جنگل کوهستانی بالادست

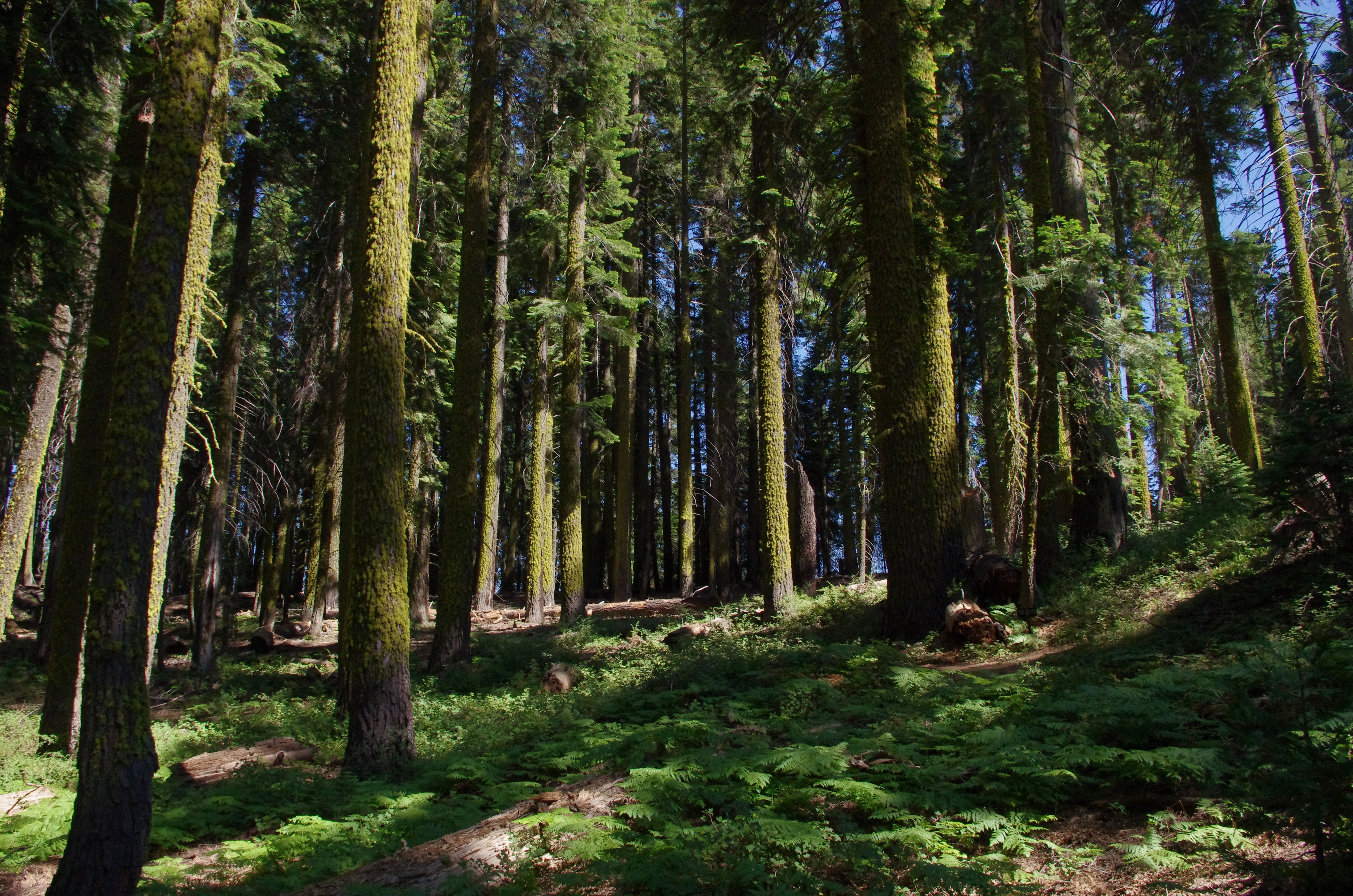
جنگل کوهستانی بالادست در پارک ملی سکویا

جنگل کوهستانی بالادست (به انگلیسی: Upper montane forest)، یک نوع پوشش گیاهی است که عموماً در بالای جنگل سوزنی‌برگ مخلوط و در زیر انواع پوشش گیاهی جنگل‌های زیرآلپی یافت می‌شود. بیشتر آنچه در جنگل‌های کوهستانی بالادست می‌روید، مخروطیان است، زیرا فصل رشد کوتاه است.